# Irynarch (Popow)
Irynarch, imię świeckie Jakow Dmitrijewicz Popow (ur. ok. 1790 w Dołgim, zm. 13 września?/25 września 1877) – rosyjski biskup prawosławny.

## Życiorys
Był synem kapłana prawosławnego. Ukończył seminarium duchowne w Kursku, następnie w 1817 – Petersburską Akademię Duchowną z tytułem kandydata nauk. 1 sierpnia 1817 złożył wieczyste śluby mnisze, 6 sierpnia tego samego roku został wyświęcony na hierodiakona, zaś 8 sierpnia – na hieromnicha. W 1818 został inspektorem seminarium duchownego w Orle, w tym samym roku obronił dysertację magisterską w dziedzinie teologii. 
Od 1819 do 1824 był kapelanem domowej cerkwi w pałacu Terzich w Mediolanie, urządzonej przez markizę Terzi, z d. księżnę Golicyn. Następnie przez trzy lata służył w cerkwi przy poselstwie rosyjskim we Florencji i od 1827 do 1831 w cerkwi św. Mikołaja w Rzymie. Po powrocie do Rosji przez dwa lata był przełożonym Monasteru Tołgskiego z godnością archimandryty.
3 maja 1836 przyjął chirotonię biskupią z tytułem biskupa starickiego, wikariusza eparchii twerskiej. Jeszcze w tym samym roku został przeniesiony do eparchii pskowskiej jako jej wikariusz z tytułem biskupa ryskiego. W 1841 przeniesiony po raz kolejny, tym razem do eparchii woroneskiej i borysoglebskiej, jako jej wikariusz, biskup ostrogoski. W 1842 mianowany biskupem wołogodzkim. Po dwóch latach przeniesiony na katedrę kiszyniowską, od 1845 arcybiskup. Od 1858 do 1863 był arcybiskupem podolskim, następnie do 1867 kierował eparchią riazańską. W 1867, z powodów zdrowotnych, odszedł w stan spoczynku i zamieszkał w monasterze Przemienienia Pańskiego w Riazaniu. Po roku przeniesiony do monasteru Trójcy Świętej w Riazaniu. Zmarł w 1877 i został pochowany w klasztorze, w którym spędził ostatnie lata.